# رودلو
رودلو (به ایتالیایی: Rodello) یک کومونه در ایتالیا است که در استان کونیو واقع شده‌است. رودلو ۸٫۸ کیلومتر مربع مساحت و ۹۸۶ نفر جمعیت دارد و ۵۳۷ متر بالاتر از سطح دریا واقع شده‌است.